# Pilot (građevinarstvo)
Pilot ili šip je konstrukcijski element u građevinarstvu, što znači da je fizički prepoznatljivi dio konstrukcije.

## Uloga
Namijenjen je temeljenju građevine. Primjenjuje ga se na tlu slabe nosivosti. Njime se prenosi opterećenje građevine kroz meke i rahle slojeve tla u čvršće slojeve ili na podlogu. 
Pilot je druge namjene od pilona, čija je uloga biti stožernim stupom visećega ili ovješenoga mosta i prenositi opterećenje s glavnoga užeta ili kosih vješaljaka na temelj i u tlo, ili kraće, za pričvrstiti stege koje nose konstrukciju te je time pilon u poziciji stupa. Pilot je pak u ulozi temelja.

## Povijest
Pilot se rabi od pradavnih vremena. Prvi su bili od drva. Danas se pilote izrađuje od trajnijeg i čvršćeg materijala poput armiranog betona, čelika ili prednapetoga betona. Srednjovjekovna Venecija je na drvenim pilotima. U Hrvatskoj je rijedak u dinarskim krajevima jer je kamenita i tvrda podloga kojoj ne treba pilot.

## Izgled
Oblika je ukopana stupa. Dva su načina izvedbe. Jedan je izravnim zabijanjem u tlo već pripremljenih pilota. Drugi je takav da se prvo iskopa rupa u tlu, u koju se stavlja pilote koji se betoniraju.
Piloti mogu biti pobijani ili bušeni.

## Vanjske poveznice
- Službeni list Europske unije Komunikacija Komisije u okviru provedbe Uredbe (EU) br. 305/2011 Europskog parlamenta i Vijeća o utvrđivanju usklađenih uvjeta za stavljanje na tržište građevnih proizvoda i stavljanju izvan snage Direktive Vijeća 89/106/EE, 16. studenoga 2018.